# Oceans of Sadness
Oceans of Sadness was een Belgische avant-garde/alternatieve-metalband die is opgericht in 1995 en in 2011 uit elkaar ging.

## Geschiedenis
Oceans of Sadness werd gevormd in 1995 in Dessel en werd beïnvloed door bands als Type O Negative, Amorphis en Paradise Lost. Ze wonnen in 1999 de Metal Bash Award, georganiseerd door het tijdschrift Aardschok. Hier liepen ze met alle mogelijke prijzen naar huis en speelden ze onder andere op het legendarische Dynamo Open Air nog voor er een album uit was. Een jaar later tekenden ze bij LSP Records voor twee albums. Datzelfde jaar verscheen het album For We Are en speelden ze voor het eerst op Graspop Metal Meeting.
Het tweede album van de band, Laughing Tears, Crying Smile, volgde twee jaar later. Het kreeg lovende recensies in binnen- en buitenland maar was toch geen echte voltreffer, aangezien het enkel in België en Nederland gedistribueerd werd. Voor het nummer "So Close" maakten ze een video die op TMF te zien was.
In 2004 kwam Send In the Clowns uit bij Apache Productions en ging de band op tournee met Epica in Portugal en Spanje. Door een klaplong moest zanger Tijs het echter rustiger aan doen, waardoor er hierna vooral aan nieuwe nummers werd gewerkt.
Hun vierde album, Mirror Palace, kwam in 2007 uit bij Scarlet Records. Ze speelden hiermee voor de vierde keer op Graspop Metal Meeting, toerden voor het eerst door Italië en verzorgden een groot aantal optredens in België en Nederland.
De band bleef werken aan nieuwe nummers en het resultaat hiervan was The Arrogance of Ignorance, dat in 2008 uitkwam. Hierop leverden John Liiva (ex-Arch Enemy, Hearse) en Annlouice Loegdlund (Diablo Swing Orchestra) en hun goede vriend Anders Nordström (Zweedse connectie) een gastbijdrage. Dit album leverde hen een prijs op voor 'Best Avantgarde Metal Album Worldwide', uitgereikt door het online metalplatform MetalStorm. Ook werden ze hierdoor in 2010 voor het eerst geboekt op het bekende Amerikaanse festival Progpower USA in Atlanta.
In juni 2011 zette de band een punt achter een 15 jaar durende carrière die naar eigen zeggen routinematig werd.
Bijna 5 jaar later en speciaal voor de 20e verjaardag van Graspop Metal Meeting was Oceans Of Sadness opnieuw op het podium te zien. De band speelde op donderdag 18 juni 2015 op de Jupiler Stage. Op vrijdag 12 juni vond er een eenmalige try-out plaats in JG Scharnier te Dessel-Witgoor onder de naam 'Seas of Happiness'.

## Bezetting

### Laatste bezetting
- Tijs Vanneste - zanger
- Wim Melis - gitarist
- Tom Van Cauwenberghe - gitarist
- Jo Van Heghe - bassist
- Hans Claes - toetsenist
- Guy Vernelen - drummer

### Eerdere bandleden
- Tor Kemps - gitarist
- Nik Mertens - gastzanger, later geluidsman
- Bert Rommes - bassist
- Jan Van Deuren - gitarist

## Discografie

### Albums
- For We Are (2000)
- Laughing Tears, Crying Smile (2002)
- Send In the Clowns (2004)
- Mirror Palace (2007)
- The Arrogance of Ignorance (2008)